# Yrjö Väisälä

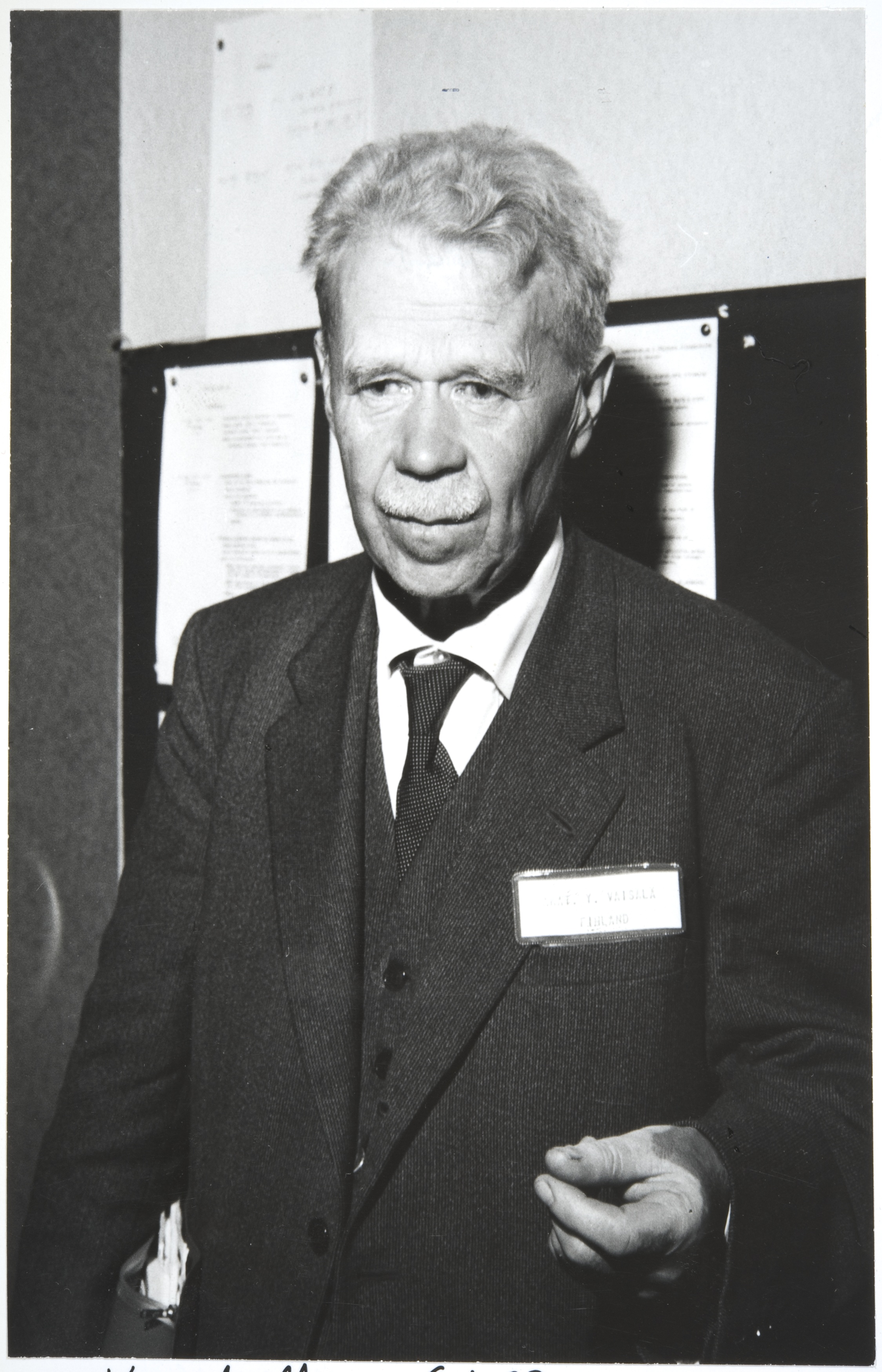
Yrjö Väisälä (begin jaren 50)

Väisälä Yrjö (Kontiolahti, 6 september 1891 – Rymättylä, 21 juli 1971) was een Finse meteoroloog en astronoom die meteorologische meetmethoden en meetinstrumenten ontwikkelde. 
Na zijn afstuderen begon Väisälä bij de faculteit  van het Geodetisch instituut van de universiteit van Turku en werkte als onderzoeker en astronoom. Hij werkte onder andere aan een onderzoek naar het magnetisch veld van de aarde en vond daarbij het zogenaamde lichtinterferentiesysteem uit.  In zijn latere carrière richtte Väisälä zich op de meteorologie en vond een nieuwe methode voor radiorichtingzoeken uit.
In 1952 was Väisälä  mede-oprichter van het astronomische observatorium van de Universiteit van Turku waarvan directeur was tot zijn dood. Väisälä kreeg de ‘Honorary award’ van de Finse Academy of Sciences and Letters in 1954.
- Bibsys: 90564575
- CiNii: DA06362897
- Gemeinsame Normdatei: 117325007
- International Standard Name Identifier: 0000 0000 8219 1939
- Library of Congress Control Number: nr92014894
- Mathematics Genealogy Project: 234090
- Nationale Bibliotheek van Tsjechië: uk2013740293
- Nationale bibliotheek van Australië: 36021733
- Nederlandse Thesaurus van Auteursnamen: 161418864
- Trove: 1189541
- Virtual International Authority File: 37690871
- WorldCat: E39PBJrrqghP6WQJK7X8cyXKh3